# (32263) Kusnierkiewicz
(32263) Kusnierkiewicz est un astéroïde de la ceinture principale.

## Description
(32263) Kusnierkiewicz est un astéroïde de la ceinture principale. Il fut découvert le 31 juillet 2000 à Cerro Tololo par Marc W. Buie. Il présente une orbite caractérisée par un demi-grand axe de 2,81 UA, une excentricité de 0,02 et une inclinaison de 2,7° par rapport à l'écliptique.

## Compléments